# Delia bracata
Delia bracata är en tvåvingeart som först beskrevs av Camillo Rondani 1866.  Delia bracata ingår i släktet Delia och familjen blomsterflugor. Inga underarter finns listade i Catalogue of Life.